# 郭崇
郭崇（908年—965年），本名崇威，避周太祖諱，改名崇，应州金城（今山西应县）人，五代十国至北宋初年将领。
郭崇威沉默厚重寡言，有方略、以勇力应募为士卒。后唐时，为应州骑军都校。后晋高祖石敬瑭割幽州、云州、应州之地给契丹国，郭崇威耻于事奉辽国，奋身南归，戍守太原。后汉高祖刘知远起事，以郭崇威为先锋。后周建立后，郭崇威避讳太祖郭威改名郭崇。随太祖平定河中，以战功转任果州防御使、领护圣右厢都指挥使。加同平章事，周世宗时，多次参加征战，立有大功，官至成德军节度使，周恭帝嗣位，加检校太师。宋朝建立，宋太祖加郭崇兼中书令，改镇平卢军。乾德三年（965年）卒，年五十八，赠太师。其子郭守璘，郭守璘的儿子郭允恭，郭允恭第二女郭氏为宋仁宗皇后。

## 延伸阅读
[在维基数据编辑]
 《宋史/卷255》，出自脱脱《宋史》